# 2004年夏季奥运会中国跳水队

参加希腊雅典举行的2004年夏季奥林匹克运动会的中国跳水队共计18人，其中运动员10人、官员8人，领队周继红（女）、副领队李桦（女）。
- 教练员5人：钟少珍（女）、刘恒林、张 挺、胡恩勇、蓝 卫
- 翻译：甘露（女）
- 运动员10人：郭晶晶（女）、吴敏霞（女）、劳丽诗（女）、李婷（女）、彭勃、王峰、王克楠、田亮、胡佳和杨景辉。

本届奥运会跳水共设立8个小项，中国队全部参加8个项目，只有男子双人3米跳板没有获得奖牌，主要决赛最后一轮在领先12分优势的时候，王克楠在走板的时候出现了失误，导致落水，裁判判定成绩为零分，几乎到手的金牌瞬间化为了乌有；中国跳水队赛前预测跳水金牌4～5枚，结果获得6金、2银和1铜共计9块奖牌，中国跳水队在本届奥运8个跳水项目列金牌第一，为本次奥运中国代表团的第一金牌大户。

## 女子
本次奥运会女子跳水项目共获得3金、2银
- 双人3米弹板：吴敏霞／郭晶晶金牌，成绩为336.90分，第二位为俄罗斯330.84分；
- 双人10米高台：劳丽诗／李婷金牌， 成绩352.14分，第二位为俄罗斯340.92；
- 3米弹板：郭晶晶、吴敏霞分获金牌和银牌
  - 预赛：郭晶晶 319.71，第三位；吴敏霞 306.96，第六位，均进入半决赛；
  - 半决赛：郭晶晶243.06，第二位；吴敏霞 240.39，第三位，均进入决赛；
  - 决赛+半決赛（总成绩）：郭晶晶633.15分列第一，吴敏霞612.00列第二；第三位为俄罗斯，610.62分。
- 10米高台：劳丽诗、李婷决赛分获银牌和第6名
  - 预赛：劳丽诗348.93分列第四， 李婷339.69分列第七；
  - 半决赛：劳丽诗 203.04分列第一， 李婷198.33分列第六；
  - 决赛+半決赛（总成绩）：劳丽诗 576.30分列第二， 李婷546.48分列第六，冠军为澳大利亚590.31分。

## 男子
本次奥运会中国男子跳水共获得3金和1铜计4块奖牌。
- 双人10米高台：田亮／杨景辉金牌，成绩为383.88分，第二名为英国371.52分；
- 双人3米弹板：彭勃／王克楠列第八名，成绩为283.89分，第一名希腊，353.34分。
- 3米弹板：彭勃、王峰分获金牌和第4名
  - 预赛：彭勃495.45分列第二，王峰444.96分列第七；
  - 半决赛：彭勃256.17分列第二，王峰 240.42分列第五；
  - 决赛+半決赛（总成绩）：彭勃787.38分获冠军， 王峰750.72分第四名，第二名加拿大755.97分。
- 10米高台：胡佳、田亮分获金牌和铜牌 
  - 预赛：田亮481.47分列第三，胡佳463.44分列第六；
  - 半决赛：田亮 209.04分、胡佳207.30分列第三和第四；
  - 决赛+半決赛（总成绩）：胡佳748.08分获冠军， 田亮 729.66分获铜牌。

| 参加2004年夏季奥林匹克运动会的中国代表团各主要参赛项目 |      |      |        |        |      |          |      |
| 跳水                                                   | 举重 | 射击 | 乒乓球 | 羽毛球 | 田径 | 跆拳道   | 柔道 |
| 游泳                                                   | 网球 | 体操 | 摔跤   | 皮划艇 | 排球 | 花样游泳 |      |